# ويليام دي. واشبورن
ويليام دي. واشبورن هو شخصية أعمال وسياسي أمريكي، ولد في 14 يناير 1831 في ليفرمور في الولايات المتحدة، وتوفي في 29 يوليو 1912 في مينيابوليس في الولايات المتحدة. نشط حزبياً في الحزب الجمهوري.

## مناصب
- انتخب عضو مجلس الشيوخ الأمريكي [الإنجليزية]‏ عن دائرة مقعد مجلس الشيوخ لمينيسوتا من الفئة الثانية ‏ وقد انضم خلال فترته النيابية [الإنجليزية]‏ (4 مارس 1893 – 4 مارس 1895) للكتلة البرلمانية الحزب الجمهوري.
- انتخب عضو مجلس الشيوخ الأمريكي [الإنجليزية]‏ عن دائرة مقعد مجلس الشيوخ لمينيسوتا من الفئة الثانية ‏ وقد انضم خلال فترته النيابية [الإنجليزية]‏ (4 مارس 1891 – 4 مارس 1893) للكتلة البرلمانية الحزب الجمهوري.
- انتخب عضو مجلس الشيوخ الأمريكي [الإنجليزية]‏ عن دائرة مقعد مجلس الشيوخ لمينيسوتا من الفئة الثانية ‏ وقد انضم خلال فترته النيابية [الإنجليزية]‏ (4 مارس 1889 – 4 مارس 1891) للكتلة البرلمانية الحزب الجمهوري.
- انتخب عضو مجلس نواب مينيسوتا ‏.
- انتخب عضو مجلس النواب الأمريكي [الإنجليزية]‏ عن دائرة Minnesota's 3rd congressional district [الإنجليزية]‏ (4 مارس 1879 – 3 مارس 1883).
- انتخب عضو مجلس النواب الأمريكي [الإنجليزية]‏ عن دائرة Minnesota's 4th congressional district [الإنجليزية]‏ (4 مارس 1883 – 3 مارس 1885).